# Parafia św. Apostołów Piotra i Pawła w Kiwitach
Parafia Świętych Apostołów Piotra i Pawła w Kiwitach – rzymskokatolicka parafia w Kiwitach, należąca do archidiecezji warmińskiej i dekanatu Lidzbark Warmiński.
Została utworzona w 1 połowie XIV wieku.